# Mainichi-Kunstpreis
Der Mainichi-Kunstpreis (jap. 毎日芸術賞, Mainichi Geijutsushō) wird seit 1959 alljährlich vom japanischen Verlag Mainichi Shimbun für herausragende künstlerische Leistungen in Literatur, Theater, Musik, bildender Kunst und Film vergeben. Die Preisträger werden stets an Neujahr des nachfolgenden Jahres bekannt gegeben.

## Preisträger
Die nachstehende Auflistung orientiert sich am Jahr der Preisvergabe, nicht am Jahr der Bekanntgabe.
- 1959 Inoue Yasushi, Matsumoto Hakuō VIII., Mamiya Michio
- 1960 Niwa Fumio für Kao (顔) u. a., Domon Ken
- 1961 Yoshikawa Eiji für Shihontai heiki (私本太平記) u. a., Kobayashi Masaki für Ningen no jōken (人間の条件), Fujima Kanjūrō VI., Yasukawa Kazuko
- 1962 Tanizaki Jun’ichirō für Tagebuch eines alten Narren (瘋癲老人日記), Uchimura Naoya, Bandō Mitsugorō VIII.
- 1963 Funabashi Seiichi für Aru onna no enkei (ある女の遠景), Shindō Kaneto für Haha (母)
- 1964 Ima Harube für (鉄砲祭前夜), Mishima Yukio für Kinu to meisatsu (絹と明察)
- 1965 Noguchi Fujio für Tokuda Shūsei-den (徳田秋声伝), Ichikawa Kon für Toyko Olympics (東京オリンピック)
- 1966 Miyoshi Akira, Takizawa Osamu, Okada Kenzō
- 1967 Shiba Ryōtarō für Junshi (殉死)
- 1968 Sugimura Haruko, Mogi Sōsuke, Higashiyama Kaii
- 1969 Akimoto Matsuyo für Kasabuta shikibukō (かさぶた式部考), Hirano Ken für Bungei jihyō (文藝時評), Shikō Munakata
- 1970 Tōno Eijirō, Yamada Yōji
- 1971 Ōoka Shōhei für Leyte senki (レイテ戦記), Kusube Yaichi, Maekawa Kunio, Yasukawa Kazuko, Tsurusawa Kanji, Shirakawa Yoshikazu
- 1972 Tsuji Kunio für Haikyōsha Julianus (背教者ユリアヌス), Uno Jūkichi
- 1973 Sakurama Michio
- 1974 Ara Masahiko für Sōseki kenkyū nenpyō (漱石研究年表), Yamada Isuzu
- 1975 Nakadai Tatsuya, Kuramoto Sō
- 1976 Tōyama Kazuyuki für Chopin (ショパン), Hisaya Morishige
- 1977 Terada Tōru, Kurokawa Kishō
- 1978 Ariyoshi Sawako, Iizawa Tadasu für Yoru no warai (夜の笑い), Hayashi Tadahiko
- 1979 Azuma Atsuko, Shinoyama Kishin, Schauspielertruppe Zenshinza, Kinoshita Junjis Werk Shigosen no matsuri (子午線の祀り)
- 1980 Kawarasaki Kunitarō, Shinoda Hajime für Nihon no gendai shōsetsu (日本の現代小説), Wakasugi Hiroshi, Koshiji Fubuki
- 1981 Morishita Yōko, Fujiwara Shinya
- 1982 Sata Ineko für Natsu no shiori (夏の栞), Matsumoto Hakuō VIII., Hayashi Yasuko
- 1983 Mizukami Tsutomu für Ryōkan (良寛), Asahina Takashi, Ichikawa Ennosuke III., Isozaki Arata
- 1984 Yoshimura Akira für Tsumetai natsu, atsui natsu (冷い夏、熱い夏), Sasaki Shōichirō, Yamamoto Yasue
- 1985 Takenishi Hiroko für Yamagawa Tomiko (山川登美子)
- 1986 Kitamura Kazuo, Andō Tadao, NHK-Sinfonieorchester
- 1987 Shibaki Yoshiko für Yuki mai (雪舞い), Fukamachi Yukio
- 1988 Ichiyanagi Toshi, Yoshida Minosuke, Atsumi Kiyoshi, Kinutani Kōji
- 1989 Imamura Shōhei, Kinoshita Junji
- 1990 Takemitsu Tōru, Honda Shūgo für Shiga Naoya, Mori Mitsuko
- 1991 Takai Yūichi für Tachihara Masaaki
- 1992 Nakamura Kanjirō III., Sakata Tōjūrō, Yamada Taichi
- 1993 Endō Shūsaku für Fukai kawa (深い河), Matsumura Teizō, Hashida Sugako
- 1994 Akiyama Kazuyoshi, Kōda Hiroko, Yōko Tadanori, Tsuchitani Takeshi
- 1995 Imai Masayuki, Imai Nobuko, Enari Tsuneo, „GHETTO“ Bühnenkunst Hyōgō
- 1996 Furui Yoshikichi für Shirokami no uta (白髪の歌), Kōhei Oguri für Nemuru otoko (眠る男), Kuroyanagi Tetsuko, Baba Akiko
- 1997 Kim Seok-beom für Kazantō (火山島), Irisawa Yasuo, Bandō Tamasaburō V., Miyazaki Hayao
- 1998 Hagiwara Yōko für die Trilogie Irakusa no ie (蕁麻の家), Mori Sumio, Kataoka Nizaemon
- 1999 Ninagawa Yukio, Okai Takashi, Kōno Taeko für Gonichi no hanashi (後日の話), Takakura Ken
- 2000 Kuroi Senji für Hane to tsubasa (羽根と翼), Ōshima Nagisa für Gohatto (御法度), Yoshinaga Sayuri
- 2001 Katō Yukiko für Chōkō (長江), Asami Rei, Takahashi Shugyō
- 2002 Inoue Hisashi (太鼓たたいて笛吹いて), Ozawa Seiji, Kiyooka Takayuki
- 2003 Takahashi Takako für Kirei na hito (きれいな人), Katsura Nobuko, Takemoto Sumitayū
- 2004 Nakamura Minoru für Watashi no Shōwa-shi (私の昭和史), Mae Toshio, Kanze Hideo, Numajiri Ryūsuke
- 2005 Tanikawa Juntarō Chagall to ki no ha (シャガールと木の葉), Miki Taku für Kitahara Hakushu, Naraoka Tomoko
- 2006 Shino Hiroshi für Midori no shamen (緑の斜面), Tsukasa Osamu für Bronze no chichūkai (ブロンズの地中海), Nakamura Kichiemon, Inoue Hidenori
- 2007 Okamoto Hitomi für Gogo no isu (午後の椅子), Noda Hideki für THE BEE, Hiraiwa Yumie für Die Reise nach Westen (西遊記), Hosoe Eikō, Moriyama Ryōko
- 2008 Yoshimasu Gōzō für (表紙 omote-gami), Funakoshi Katsura, Nagai Michiko, Onoe Kikugorō, Ishiuchi Miyako
- 2009 Ōtori Ran, Kuma Kengo, Seki Masato, Tsujihara Noboru für Yurusarezaru sha (許されざる者), Tōyama Keiko, Sonderpreis: Kaneko Tōta
- 2010 Akiyama Yū, Ōmine Akira, Murakami Ryū für Utau kujira (歌うクジラ), Morimura Yasumasa, Yoshida Miyako, Sonderpreis: Kayama Yūzō
- 2011 Ishitobi Hakkō, Kikuhata Mokuma, Tsushima Yūko, Toyotake Sakitayū, Ban Shigeru, Sonderpreis: Yuki Saori
- 2012 Takano Kimihiko für Kōhone-gawa (河骨川), Tatsuno Toeko, Tanimura Shinji, TV-man Union, Bandō Mitsugorō X., Sonderpreis: Araki Nobuyoshi
- 2013 Osada Hiroshi, Hira Mikijirō, Aoki Noe, Seki Kazumi, Sonderpreis: Ei Rokosuke
- 2014 Iimori Taijirō, Kagiwada, Yūko, Kakurezaki Ryūichi, Funamoto Hōun, Yanagiya Kosanji, Sonderpreis: Matsuura Hisaki
- 2015 Satō Kazuhiko, Kiritake Sanjūrō, Shōji Sayaka, Suga Kishio, Miyagitani Masamitsu, Sonderpreis: Koreeda Hirokazu
- 2016 Ishii Fukuko, Kawaguchi Natsuo, Kurosawa Kiyoshi, Tsutsui Yasutaka, Tsutsumi Tsuyoshi, Sonderpreis: Sakamoto Fuyumi
- 2017 Arima Akito, Endō Toshikatsu, Takamura Kaoru, Nakagawa Kyōji, Yamaji Kazuhiro, Sonderpreis: Kumakawa Tetsuya
- 2018 Kanamori Jō, Kuriki Kyōko, Naitō Rei, Nagai Ai, Miyamoto Teru, Sonderpreis: Ōbayashi Nobuhiko
- 2019 Tsuyoshi Tsutsumi